# Lírai balladák

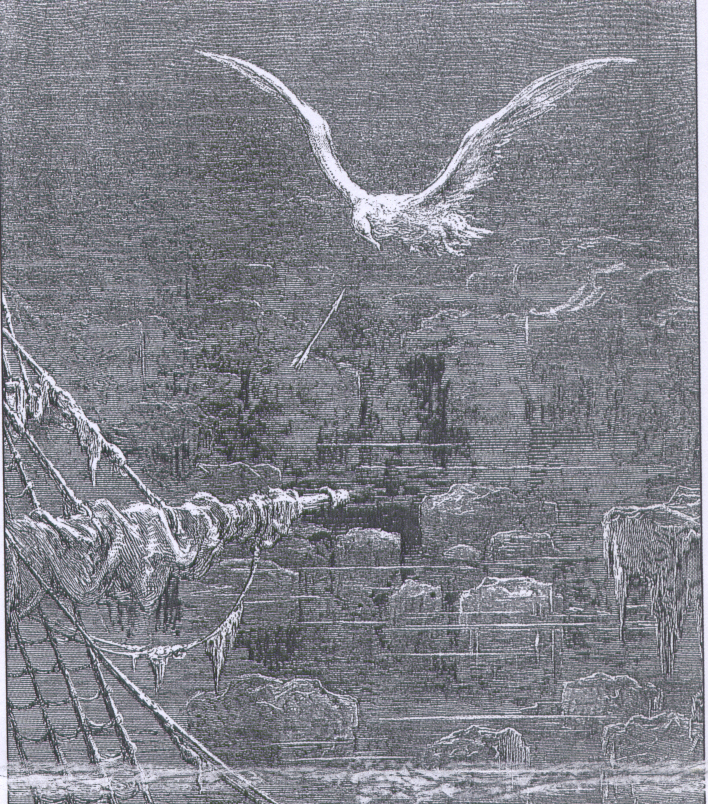
Rege a vén tengerészről, Gustave Doré ábrázolása.

A Lírai balladák (Lyrical Ballads, with a Few Other Poems) William Wordsworth és Samuel Taylor Coleridge közös verseskötete. Az először 1798-ban kiadott művet tekintik általában az angol romantika kezdetének. Először szerény népszerűségnek örvendett, de azóta hatalmas megbecsülést ért el, és az angol irodalom egyik nagy fordulópontjának tekintik. Az 1798-as kiadásban szereplő versek többségét Wordsworth szerezte, Coleridge mindössze négyet, melyek egyike a zseniális Rege a vén tengerészről (The Rime of the Ancient Mariner) volt. A második, 1800-as kiadásban már szerepel Wordsworth híres előszava, amelyben részletezi saját költészetének főbb irányvonalait. 1802-ben újabb kiadás látott napvilágot, mely újabb mellékletekkel bővítette ki a művet.
Wordsworth és Coleridge a 18. századi angol költészettel szeretett volna leszámolni, hogy a költészetet a hétköznapi ember számára elérhetővé tegyék. Az ember belső érzéseire fektették a hangsúlyt, hátat fordítva az empirikus nézetnek.
A Lírai balladák egyik legfontosabb törekvése volt, hogy megüzenje az embereknek a természethez való visszatérés fontosságát, mert az a létezés tisztább és ártatlanabb formáját jelenti. Wordsworth egyetértett Rousseau gondolataival, hogy az ember eredendően jó és csak a társadalom rossz hatásai teszik korrupttá. Ez szorosan beleillik a francia polgári forradalmat megelőző eszmék sorába.

## Az1800-as kiadás költeményei

### Első kötet
- Expostulation and Reply
- The Tables turned; an Evening Scene, on the same subject
- Old Man Travelling; Animal Tranquillity and Decay, a Sketch
- The Complaint of a forsaken Indian Woman
- The Last of the Flock
- Lines left upon a Seat in a Yew-tree which stands near the Lake of Esthwaite
- The Foster-Mother's Tale
- Goody Blake and Harry Gill
- The Thorn
- We are Seven
- Anecdote for Fathers
- Lines written at a small distance from my House and sent me by my little Boy to the Person to whom they are addressed
- The Female Vagrant
- The Dungeon
- Simon Lee, the old Huntsman
- Lines written in early Spring
- The Nightingale, written in April, 1798.
- Lines written when sailing in a Boat at Evening
- Lines written near Richmond, upon the Thames
- The Idiot Boy
- Love
- (The Mad Mother)
- Rege a vén tengerészről (The Rime of the Ancient Mariner)
- Sorok a tinterni apátság fölött (Lines written above Tintern Abbey)

### Második kötet
- Hart-leap Well
- There was a Boy, &c
- The Brothers, a Pastoral Poem
- Ellen Irwin, or the Braes of Kirtle
- Strange fits of passion I have known, &c.
- Song
  - "She Dwelt among the Untrodden Ways"
- A slumber did my spirit seal, &c
- The Waterfall and the Eglantine
- The Oak and the Broom, a Pastoral
- Lucy Gray
- The Idle Shepherd-Boys or Dungeon-Gill Force, a Pastoral
- 'Tis said that some have died for love, &c.
- Poor Susan
- Inscription for the Spot where the Hermitage stood on St. Herbert's Island, Derwent-Water
- Inscription for the House (an Out-house) on the Island at Grasmere
- To a Sexton
- Andrew Jones
- The two Thieves, or the last stage of Avarice
- A whirl-blast from behind the Hill, &c.
- Song for the wandering Jew
- Ruth
- Lines written with a Slate-Pencil upon a Stone, &c.
- Lines written on a Tablet in a School
- KÉT ÁPRILISI REGGEL (The two April Mornings) Kiss Zsuzsa fordítása
- The Fountain, a conversation
- Nutting
- Three years she grew in sun and shower, &c.
- The Pet-Lamb, a Pastoral
- Written in Germany on one of the coldest days of the century
- The Childless Father
- The Old Cumberland Beggar, a Description
- Rural Architecture
- A Poet's Epitaph
- A Character
- A Fragment
- Poems on the Naming of Places,
- Michael, a Pastoral

A The Convict (Wordsworth) és a Love (Coleridge) című költemények szerepeltek az 1798-as kiadásban, azonban ezeket Wordsworth kihagyta az 1800-as kiadásból.

## Magyarul
- Wordsworth és Coleridge versei; vál. Szenczi Miklós, ford. Babits Mihály et al.; Európa, Bp., 1982 (Lyra mundi)